# سورکا
سورکا (به لاتین: Severka) یک منطقهٔ مسکونی در روسیه است که در سرزمین آلتای واقع شده‌است.